# Craterocephalus eyresii
Craterocephalus eyresii är en fiskart som först beskrevs av Franz Steindachner, 1883.  Craterocephalus eyresii ingår i släktet Craterocephalus och familjen silversidefiskar. Inga underarter finns listade i Catalogue of Life.